# Довгий день Кольки Павлюкова
«Довгий день Кольки Павлюкова» (рос. Длинный день Кольки Павлюкова) — радянський короткометражний телефільм, дебютна робота режисера Костянтина Бромберга.

## Синопсис
Фільм розповідає про сільського хлопця Колю Павлюкова, який не може визначитися зі своїм життєвим шляхом через відсутність батька, який загинув на війні. Одного дня, через багато років після закінчення Другої світової війни до його сім'ї приїздить в гості фронтовий друг його батька і ця зустріч змінює все в житті Колі.

## У ролях
- Борис Осіпов — Колька Павлюков
- Ніна Сазонова — Настя Павлюкова
- Алла Ларіонова — Любава
- Микола Рибников — Василь Красильников
- Микола Смирнов — Дмитро Іванович
- Ольга Науменко — „Чапля“
- Любов Калюжна — Бородуліха
- Коля Смоляков — Шурка (роль озвучила Марія Виноградова)
- Катя Ліхітченко — Нюрка (роль озвучила Маргарита Корабельникова)
- Олена Максимова — ревізор у магазині (немає в титрах)
- В епізодах: Н. Волкова, Г. Красіна, Л. Дмитренко